# Postulato
Il postulato, dal latino postulatum («ciò che è richiesto»), è una proposizione che, senza essere stata preventivamente dimostrata come vera, viene assunta come se lo fosse al fine di giungere logicamente alla verità di una qualche asserzione. Ad esempio, nella Critica della ragion pratica, Kant sostiene che chi aspira a conseguire come fine della sua azione morale il "sommo bene", inteso come "il bene più completo" (coincidenza di virtù e felicità), deve accettare il postulato dell'immortalità dell'anima: poiché solamente la condizione di santità arreca all'uomo il sommo bene, e poiché essa è possibile solo nell'aldilà, si deve affermare che il soggetto morale deve avere a sua disposizione un tempo illimitato ed infinito assicuratogli da un'anima immortale.
Il postulato nella filosofia antica si distingueva dall'assioma, considerato come un'asserzione tanto evidente da non avere bisogno di alcuna dimostrazione. Nella dottrina aristotelica l'assioma è «...quel principio che deve essere necessariamente posseduto da chi vuole apprendere alcunché», oppure «la proposizione prima da cui parte la dimostrazione». Per gli stoici gli assiomi invece rientravano in «ciò che è vero o falso» e quindi erano enunciati che non avevano un valore certo e indubitabile di verità come sosteneva Aristotele. In quanto verità note a tutti, gli assiomi venivano anche considerati delle nozioni comuni (gr. plur. koinai ennoiai), come li chiamava Euclide nei suoi Elementi.
Nella terminologia logica attuale, il termine postulato viene considerato come sinonimo di assioma a partire dalla fine del XIX secolo, specialmente per opera di Gottlob Frege, Giuseppe Peano, Bertrand Russell e David Hilbert.